# Osphilia
Osphilia är ett släkte av skalbaggar. Osphilia ingår i familjen vivlar.

## Dottertaxa tillOsphilia, i alfabetisk ordning[1]
- Osphilia adspersa
- Osphilia aequatorialis
- Osphilia affinis
- Osphilia albobasalis
- Osphilia albomaculata
- Osphilia ambrosica
- Osphilia amoena
- Osphilia apicalis
- Osphilia bella
- Osphilia bimaculata
- Osphilia bombacis
- Osphilia brevirostris
- Osphilia carinicollis
- Osphilia carinirostris
- Osphilia centrolineatus
- Osphilia cinerea
- Osphilia clavipes
- Osphilia crassicornis
- Osphilia crinitarsis
- Osphilia delicatula
- Osphilia ebriosa
- Osphilia egregia
- Osphilia fallaciosa
- Osphilia flavirostris
- Osphilia fortipes
- Osphilia fulvotincta
- Osphilia gabonica
- Osphilia gmelinae
- Osphilia grisea
- Osphilia hypoleuca
- Osphilia ikutana
- Osphilia imitator
- Osphilia imperialis
- Osphilia impressa
- Osphilia innotata
- Osphilia nebulosa
- Osphilia nigriclava
- Osphilia nigrocauda
- Osphilia nigrocaudata
- Osphilia obesa
- Osphilia odinae
- Osphilia onca
- Osphilia perversa
- Osphilia quadrilineata
- Osphilia quadriplagiata
- Osphilia quadripunctata
- Osphilia quaesita
- Osphilia rubiginosa
- Osphilia semicristata
- Osphilia sericeicornis
- Osphilia silvatica
- Osphilia subfasciata
- Osphilia subnitidda
- Osphilia terminata
- Osphilia tessellata
- Osphilia tibialis
- Osphilia trapezicollis
- Osphilia tristigma
- Osphilia undata
- Osphilia viridescens
- Osphilia vitis
- Osphilia vittata